# چانکایا، آنکارا
چانکایا، آنکارا (به ترکی استانبولی: Çankaya) یک منطقهٔ مسکونی در ترکیه است که در استان آنکارا واقع شده‌است. کانکایا ۹۸۶ متر بالاتر از سطح دریا واقع شده‌است.